# 布季戈洛什
50°3′28″N 24°34′58″E / 50.05778°N 24.58278°E
布季戈洛什（烏克蘭語：Будиголош），是烏克蘭西部的村莊，隸屬利維夫州的佐洛奇夫區。該村面積0.35平方公里，海拔高度229米，2001年人口74，人口密度每平方公里212.03人。